# ملعب شريف
ملعب شريف هو ملعب كرة قدم يقع في مدينة تيراسبول المولدوفية . يسع الملعب لجلوس 13 ألف متفرج . يعتبر الملعب الرسمي الذي يخوض فيه نادي شريف تيراسبول مبارياته . تم افتتاح الملعب في يوليو 2002 .

## معرض صور

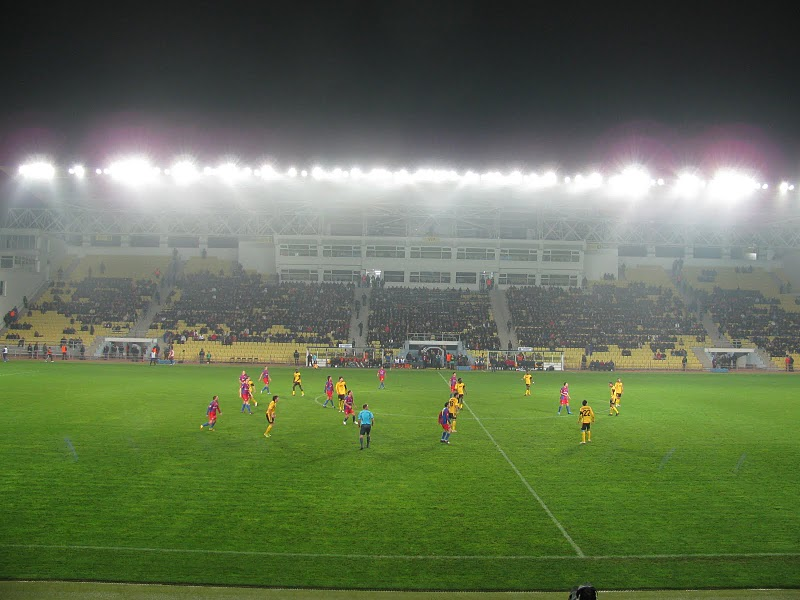

- ملف:Sheriff - Tottenham Hotspur.jpg